# هنري أونوريه
هنري أونوريه (بالإنجليزية: Henry Honoré)‏ هو شخصية أعمال أمريكي، ولد في 19 فبراير 1824، وتوفي في 16 أغسطس 1916.